# Oberschrot
Oberschrot è una frazione di 1 185 abitanti del comune svizzero di Plaffeien, nel Canton Friburgo (distretto della Sense).

## Storia

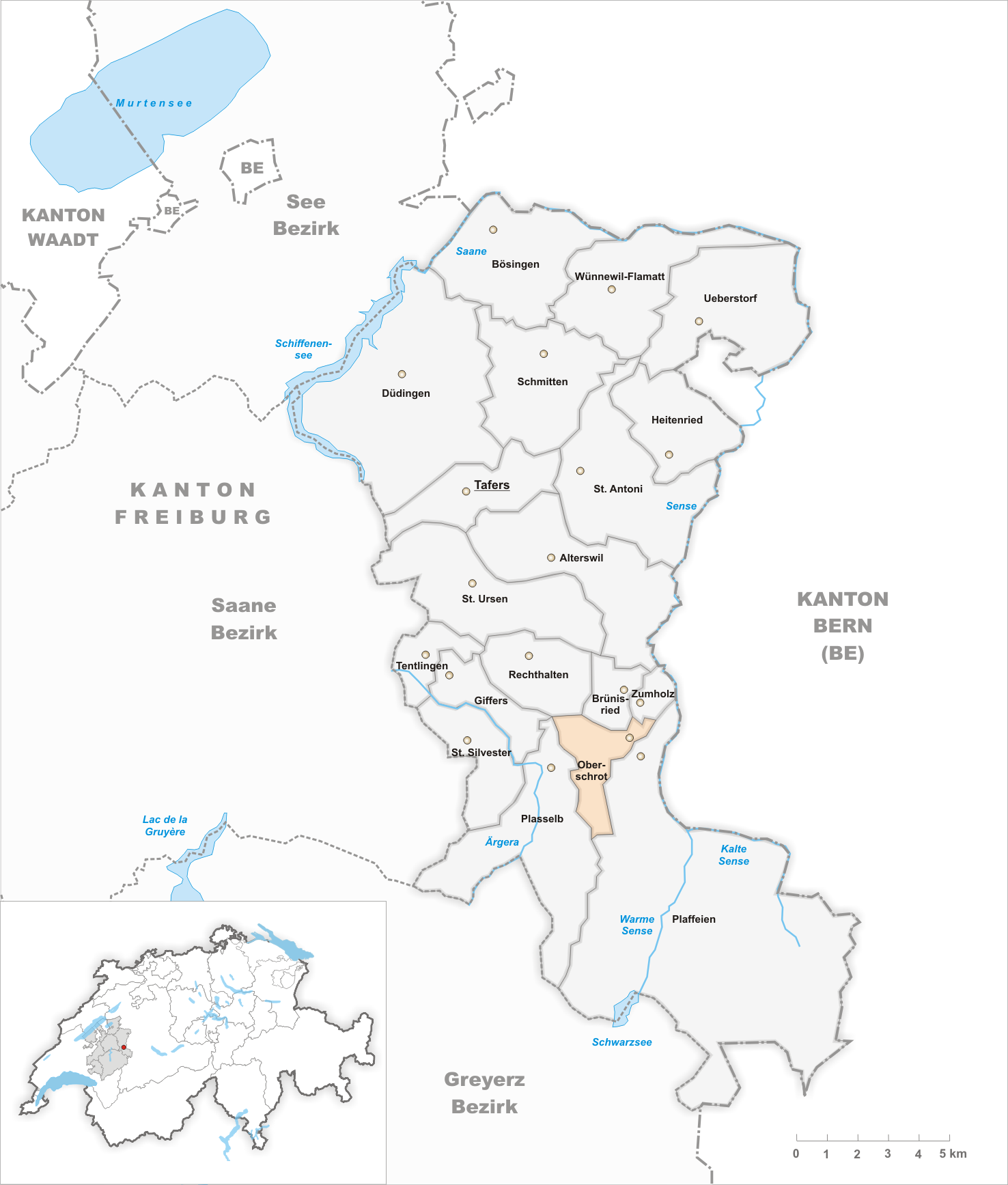
Il territorio del comune di Oberschrot prima degli accorpamenti comunali del 2017

Già comune autonomo istituito nel 1831 per scorporo dal comune di Rechthalten, si estendeva per 5,27 km² e comprendeva anche le frazioni di Gansmatt, Plötscha, Ried, Sahli e Uf der Egg; il 1º gennaio 2017 è stato accorpato a Plaffeien assieme all'altro comune soppresso di Zumholz.

## Società

### Evoluzione demografica
L'evoluzione demografica è riportata nella seguente tabella:
Abitanti censiti

## Amministrazione
Ogni famiglia originaria del luogo fa parte del comune patriziale che ha la responsabilità della manutenzione di ogni bene comune.